# 2 septembre aux Jeux paralympiques d'été de 2024
Navigation
1er septembre 3 septembre
Le 2 septembre aux Jeux paralympiques d'été de 2024 est le cinquième jour de compétition des Jeux paralympiques de Paris, en France.

## Programme
Les compétitions commencent à 8 h 15 et finissent à 21 h 30.

### Matin
| Heure UTC+2 (France)                          |               |
| bleu                                          | Cérémonie     |
| neutre                                        | Épreuve       |
| or                                            | Finale        |
| orange                                        | Petite finale |
| rose                                          | Reporté       |
| gris                                          | Annulé        |
| Compétition masculine                         | Hommes        |
| Compétition féminine                          | Femmes        |
| Compétition mixte (hommes et femmes mélangés) | Mixte         |
| Compétition en couple (1 homme et 1 femme)    | Couple        |
| modifier                                      |               |

| Horaire | Discipline Spécialité | Discipline Spécialité             | Discipline Spécialité                         | Phase                       | Résultats                                                                                               | Références |
| ------- | --------------------- | --------------------------------- | --------------------------------------------- | --------------------------- | --- | ---------- |
| 8 h 15  |                       | Triathlon Triathlon PTWC          | Compétition hommes                            | Finale                      | Jetze Plat · Florian Brungraber · Geert Schipper                                                        | -          |
| 8 h 25  |                       | Triathlon Triathlon PTWC          | Compétition femmes                            | Finale                      | Lauren Parker · Kendall Gretsch · Léanne Taylor                                                         | -          |
| 8 h 30  |                       | Badminton Simple SL3              | Compétition femmes                            | Finale                      | Xiao Zuxian · Qonitah Ikhtiar Syakuroh · Mariam Eniola Bolaji                                           | -          |
| 8 h 30  |                       | Badminton Simple WH1              | Compétition femmes                            | Finale                      | Sarina Satomi · Surijat Pookkham · Yin Menglu                                                           | -          |
| 9 h 0   |                       | Tir Pistolet à 25 m SH1           | Compétition mixte (hommes et femmes ensemble) | Qualifications              | - | -          |
| 9 h 0   |                       | Tir à l'arc Par équipe W1         | Compétition mixte (hommes et femmes ensemble) | Quarts de finale            | - | -          |
| 9 h 20  |                       | Badminton Double SL3-SU5          | Compétition mixte (hommes et femmes ensemble) | Finale                      | Hikmat Ramdani - Leani Ratri Oktila · Fredy Setiawan - Khalimatus Sadiyah · Lucas Mazur - Faustine Noël | -          |
| 9 h 20  |                       | Badminton Simple WH2              | Compétition femmes                            | Finale                      | Liu Yu Tong · Li Hongyan · Ilaria Renggli                                                               | -          |
| 9 h 25  |                       | Triathlon Triathlon PTS3          | Compétition hommes                            | Finale                      | Daniel Molina · Max Gelhaar · Nico van der Burgt                                                        | -          |
| 9 h 30  |                       | Natation 400 m nage libre S7      | Compétition hommes                            | Séries                      | - | -          |
| 9 h 30  |                       | Triathlon Triathlon PTS2          | Compétition hommes                            | Finale                      | Jules Ribstein · Mohamed Lahna · Mark Barr                                                              | -          |
| 9 h 35  |                       | Triathlon Triathlon PTS2          | Compétition femmes                            | Finale                      | Hailey Danz · Veronica Yoko Plebani · Allysa Seely                                                      | -          |
| 9 h 46  |                       | Natation 400 m nage libre S7      | Compétition femmes                            | Séries                      | - | -          |
| 10 h 0  |                       | Athlétisme Saut en longueur T12   | Compétition hommes                            | Finale                      | Said Najafzade · Doniyor Saliev · Fernando Vazquez                                                      | -          |
| 10 h 0  |                       | Tennis de table Simple MS7        | Compétition hommes                            | 8es de finale               | - | -          |
| 10 h 0  |                       | Tennis de table Simple MS5        | Compétition hommes                            | 8es de finale               | - | -          |
| 10 h 0  |                       | Tir à l'arc Par équipe W1         | Compétition mixte (hommes et femmes ensemble) | Demi-finales                | - | -          |
| 10 h 3  |                       | Natation 50 m nage libre S9       | Compétition hommes                            | Séries                      | - | -          |
| 10 h 5  |                       | Athlétisme Lancer de disque F56   | Compétition hommes                            | Finale                      | Claudiney Batista dos Santos · Yogash Kathuniya · Konstantinos Tzounis                                  | -          |
| 10 h 10 |                       | Badminton Double SH6              | Compétition mixte (hommes et femmes ensemble) | Finale                      | Lin Naili - Li Fengmei · Miles Krajewski - Jayci Simon · Subhan Subhan - Rina Marlina                   | -          |
| 10 h 10 |                       | Badminton Simple WH1              | Compétition hommes                            | Finale                      | Qu Zimo · Choi Jung-man · Thomas Wandschneider                                                          | -          |
| 10 h 11 |                       | Athlétisme 1 500 m T11            | Compétition femmes                            | Finale                      | Yayesh Gate Tesfaw · He Shanshan · Louzanne Coetzee                                                     | -          |
| 10 h 13 |                       | Natation 50 m dos S3              | Compétition hommes                            | Séries                      | - | -          |
| 10 h 15 |                       | Athlétisme Lancer de javelot F56  | Compétition femmes                            | Qualifications              | - | -          |
| 10 h 20 |                       | Athlétisme 1 500 m T11            | Compétition hommes                            | 1er tour                    | - | -          |
| 10 h 23 |                       | Natation 50 m dos S3              | Compétition femmes                            | Séries                      | - | -          |
| 10 h 30 |                       | Boccia Individuel BC1             | Compétition femmes                            | Finale                      | Aurélie Aubert · Yee Ting Jeralyn Tan                                                                   | -          |
| 10 h 33 |                       | Natation 100 m brasse SB14        | Compétition hommes                            | Séries                      | - | -          |
| 10 h 41 |                       | Natation 100 m brasse SB14        | Compétition femmes                            | Séries                      | - | -          |
| 10 h 45 |                       | Tennis de table Simple MS2        | Compétition hommes                            | 8es de finale               | - | -          |
| 10 h 48 |                       | Athlétisme 400 m T12              | Compétition femmes                            | 1er tour                    | - | -          |
| 10 h 49 |                       | Natation 50 m nage libre S13      | Compétition hommes                            | Séries                      | - | -          |
| 10 h 55 |                       | Natation 50 m nage libre S13      | Compétition femmes                            | Séries                      | - | -          |
| 11 h 2  |                       | Athlétisme Lancer de poids F54    | Compétition femmes                            | Finale                      | Gloria Zarza Guararrama · Elizabeth Rodrigues Gomes · Nurkhon Kurbanova                                 | -          |
| 11 h 4  |                       | Natation 100 m brasse SB4         | Compétition hommes                            | Séries                      | - | -          |
| 11 h 15 |                       | Natation 100 m brasse SB4         | Compétition femmes                            | Séries                      | - | -          |
| 11 h 15 |                       | Tir à l'arc Par équipe W1         | -                                             | Finale                      | Chine · Tchéquie · Italie                                                                               | -          |
| 11 h 24 |                       | Athlétisme 100 m T34              | Compétition hommes                            | Finale                      | Chaiwat Rattana · Walid Ktila · Austin Smeenk                                                           | -          |
| 11 h 26 |                       | Natation 200 m nage libre S2      | Compétition hommes                            | Séries                      | - | -          |
| 11 h 30 |                       | Football à 5 Tournoi masculin     | Compétition hommes                            | Phase préliminaire Groupe B | Argentine 0 - 0 Colombie                                                                                | -          |
| 11 h 24 |                       | Athlétisme 1 500 m T54            | Compétition femmes                            | 1er tour                    | | -          |
| 11 h 30 |                       | Tennis de table Simple MS6        | Compétition hommes                            | 8es de finale               | - | -          |
| 11 h 30 |                       | Rugby Tournoi open                | Compétition mixte (hommes et femmes ensemble) | Match de classement 7/8     | Danemark 56 - 49 Allemagne                                                                              | -          |
| 11 h 40 |                       | Boccia Individuel BC1             | Compétition hommes                            | Finale                      | Loung John · Jung Sungjoon                                                                              | -          |
| 11 h 46 |                       | Natation Relais 4 x 100 m 4 nages | Compétition mixte (hommes et femmes ensemble) | 1er tour                    | - | -          |
| 11 h 50 |                       | Athlétisme 100 m T11              | Compétition femmes                            | 1er tour                    | - | -          |
| 12 h 0  |                       | Badminton Simple SL3              | Compétition hommes                            | Finale                      | Kumar Nitesh · Daniel Bethell · Mongkhon Bunsun                                                         | -          |
| 12 h 0  |                       | Tennis Simple quad                | Compétition mixte (hommes et femmes ensemble) | Quarts de finale            | - | -          |
| 12 h 0  |                       | Tennis Simple                     | Compétition femmes                            | 2e tour                     | - | -          |
| 12 h 0  |                       | Tennis Simple                     | Compétition hommes                            | 3e tour                     | - | -          |
| 12 h 0  |                       | Triathlon PTVI                    | Compétition hommes                            | Finale                      | Dave Ellis · Thibaut Rigaudeau · Antoine Perel                                                          | -          |
| 12 h 0  |                       | Volley-ball Tournoi masculin      | Compétition hommes                            | Tour préliminaire Poule A   | Égypte 3 - 1 Kazakhstan                                                                                 | -          |
| 12 h 5  |                       | Triathlon PTVI                    | Compétition femmes                            | Finale                      | Susana Rodríguez · Francesca Tarantello · Anja Renner                                                   | -          |
| 12 h 15 |                       | Athlétisme Lancer de poids F41    | Compétition hommes                            | Finale                      | Bobirjon Omonov · Niko Kappel · Huang Jun                                                               | -          |
| 12 h 18 |                       | Athlétisme 100 m T11              | Compétition femmes                            | 1er tour                    | - | -          |
| 12 h 20 |                       | Triathlon PTS5                    | Compétition hommes                            | Finale                      | Chris Hammer · Ronan Cordeiro · Martin Schulz                                                           | -          |
| 12 h 25 |                       | Triathlon PTS4                    | Compétition hommes                            | Finale                      | Alexis Hanquinquant · Carson Clough · Nil Riudavets Victory                                             | -          |
| 12 h    |                       | Triathlon PTS5                    | Compétition femmes                            | Finale                      | Grace Norman · Claire Cashmore · Lauren Steadman                                                        | -          |
| 12 h    |                       | Triathlon PTS4                    | Compétition femmes                            | Finale                      | Megan Richter · Marta Frances Gomez · Hannah Moore                                                      | -          |
| 12 h 50 |                       | Badminton Simple SL4              | Compétition femmes                            | Finale                      | Cheng Hefang · Leani Ratri Oktila · Helle Sofie Sagoey                                                  | -          |

### Après-midi
| Heure UTC+2 (France)                          |               |
| bleu                                          | Cérémonie     |
| neutre                                        | Épreuve       |
| or                                            | Finale        |
| orange                                        | Petite finale |
| rose                                          | Reporté       |
| gris                                          | Annulé        |
| Compétition masculine                         | Hommes        |
| Compétition féminine                          | Femmes        |
| Compétition mixte (hommes et femmes mélangés) | Mixte         |
| Compétition en couple (1 homme et 1 femme)    | Couple        |
| modifier                                      |               |

| Horaire | Discipline Spécialité | Discipline Spécialité                  | Discipline Spécialité                         | Phase                       | Résultats                                                         | Références |
| ------- | --------------------- | -------------------------------------- | --------------------------------------------- | --------------------------- | ----------------------------------------------------------------- | ---------- |
| 13 h 0  |                       | Tennis de table Simple MS3             | Compétition hommes                            | 8es de finale               | -                                                                 | -          |
| 13 h 0  |                       | Tennis de table Simple MS11            | Compétition hommes                            | 8es de finale               | -                                                                 | -          |
| 13 h 0  |                       | Tir Pistolet à 25 m à air comprimé SH1 | Compétition mixte (hommes et femmes ensemble) | Qualification               | -                                                                 | -          |
| 13 h 15 |                       | Goalball Tournoi masculin              | Compétition hommes                            | Quart de finale             | Brésil 10 - 0 Égypte                                              | -          |
| 13 h 25 |                       | Boccia Individuel BC4                  | Compétition femmes                            | Finale                      | Lin Ximei · Cheung Yuen                                           | -          |
| 13 h 30 |                       | Football à 5 Tournoi masculin          | Compétition hommes                            | Phase préliminaire Groupe B | Japon 0 - 1 Maroc                                                 | -          |
| 13 h 30 |                       | Rugby Tournoi open                     | Compétition mixte (hommes et femmes ensemble) | Petite finale               | Australie 50 - 48 Grande-Bretagne                                 | -          |
| 13 h 45 |                       | Basket-ball Tournoi féminin            | Compétition femmes                            | Tour préliminaire Groupe B  | États-Unis 62 - 52 Japon                                          | -          |
| 14 h 0  |                       | Volley-ball Tournoi féminin            | Compétition femmes                            | Tour préliminaire Poule B   | Brésil 3 - 0 Slovénie                                             | -          |
| 15 h 0  |                       | Goalball Tournoi masculin              | Compétition hommes                            | Quart de finale             | Ukraine 6 - 3 Iran                                                | -          |
| 15 h 30 |                       | Tir à l'arc Arc à poulies par équipe   | -                                             | 8es de finale               | -                                                                 | -          |
| 16 h 0  |                       | Basket-ball Tournoi masculin           | Compétition hommes                            | Tour préliminaire Groupe A  | Allemagne 52 - 68 Canada                                          | -          |
| 16 h 30 |                       | Badminton Simple SU5                   | Compétition femmes                            | Finale                      | Yang Qiuxia · Thulasimathi Murugesan · Manisha Ramadass           | -          |
| 16 h 45 |                       | Tir Pistolet à 25 m à air comprimé SH1 | Compétition mixte (hommes et femmes ensemble) | Finale                      | Yang Chao · Yan Xiao Gong · Kim Jung-nam                          | -          |
| 17 h 0  |                       | Boccia Individuel BC4                  | Compétition hommes                            | Finale                      | Stephan McGuire · Edilson Chica Chica                             | -          |
| 17 h 0  |                       | Tennis de table Simple MS3             | Compétition hommes                            | 8es de finale               | -                                                                 | -          |
| 17 h 0  |                       | Tennis de table Simple MS4             | Compétition hommes                            | 8es de finale               | -                                                                 | -          |
| 17 h 0  |                       | Tennis de table Simple MS10            | Compétition hommes                            | Quarts de finale            | -                                                                 | -          |
| 17 h 20 |                       | Badminton Simple SU5                   | Compétition hommes                            | Finale                      | Liek Hou Cheah · Suryo Nugroho · Dheva Anrimusthi                 | -          |
| 17 h 30 |                       | Natation 400 m nage libre S7           | Compétition hommes                            | Finale                      | Federico Bicelli · Andrii Trusov · Inaki Basiloff                 | -          |
| 17 h 41 |                       | Natation 400 m nage libre S7           | Compétition femmes                            | Finale                      | Morgan Stickney · McKenzie Coan · Giulia Terzi                    | -          |
| 17 h 30 |                       | Rugby Tournoi open                     | Compétition mixte (hommes et femmes ensemble) | Match de classement 5/6     | Canada 50 - 53 France                                             | -          |
| 17 h 45 |                       | Goalball Tournoi masculin              | Compétition hommes                            | Quart de finale             | Chine 12 - 2 France                                               | -          |
| 17 h 45 |                       | Tennis de table Simple WS10            | Compétition femmes                            | Quarts de finale            | -                                                                 | -          |
| 17 h 52 |                       | Natation 50 m nage libre S9            | Compétition hommes                            | Finale                      | Simone Barlaam · Denis Tarasov · Frederik Solberg                 | -          |
| 17 h 58 |                       | Natation 50 m dos S3                   | Compétition hommes                            | Finale                      | Denys Ostapchenko · Josia Tim Alexander Topf · Serhii Palamarchuk | -          |

### Soir
| Heure UTC+2 (France)                          |               |
| bleu                                          | Cérémonie     |
| neutre                                        | Épreuve       |
| or                                            | Finale        |
| orange                                        | Petite finale |
| rose                                          | Reporté       |
| gris                                          | Annulé        |
| Compétition masculine                         | Hommes        |
| Compétition féminine                          | Femmes        |
| Compétition mixte (hommes et femmes mélangés) | Mixte         |
| Compétition en couple (1 homme et 1 femme)    | Couple        |
| modifier                                      |               |

| Horaire | Discipline Spécialité | Discipline Spécialité                 | Discipline Spécialité                         | Phase                       | Résultats                                                                           | Références |
| ------- | --------------------- | ------------------------------------- | --------------------------------------------- | --------------------------- | ----------------------------------------------------------------------------------- | ---------- |
| 18 h 0  |                       | Volley-ball Tournoi féminin           | Compétition femmes                            | Tour préliminaire Poule B   | Rwanda 0 - 3 Canada                                                                 | -          |
| 18 h 5  |                       | Natation 50 m dos S3                  | Compétition femmes                            | Finale                      | Ellie Challis · Zoia Shchurova · Marta Fernández Infante                            | -          |
| 18 h 10 |                       | Badminton Simple SL4                  | Compétition hommes                            | Finale                      | Lucas Mazur · Suhas L.Y. · Fredy Setiawan                                           | -          |
| 18 h 10 |                       | Badminton Simple WH2                  | Compétition hommes                            | Finale                      | Daiki Kajiwara · Chan Ho Yuen · Kim Jungjun                                         | -          |
| 18 h 13 |                       | Natation 100 m brasse SB14            | Compétition hommes                            | Finale                      | Nicholas Bennett · Jake Michel · Naohide Yamaguchi                                  | -          |
| 18 h 19 |                       | Natation 100 m basse SB14             | Compétition femmes                            | Finale                      | Louise Fiddes · Debora Borges Carneiro · Beatriz Borges Carneiro                    | -          |
| 18 h 30 |                       | Boccia Individuel BC3                 | Compétition femmes                            | Finale                      | Ho Yuen Kei · Jamieson Leeson                                                       | -          |
| 18 h 30 |                       | Football à 5 Tournoi masculin         | Compétition hommes                            | Phase préliminaire Groupe A | Turquie 0 - 2 Chine                                                                 | -          |
| 18 h 30 |                       | Tennis de table Simple WS11           | Compétition femmes                            | 8es de finale               | -                                                                                   | -          |
| 18 h 42 |                       | Natation 50 m nage libre S13          | Compétition hommes                            | Finale                      | Ihar Boki · Illia Yaremenko · Oleksii Virchenko                                     | -          |
| 18 h 47 |                       | Natation 50 m nage libre S13          | Compétition femmes                            | Finale                      | Maria Carolina Gomes Santiago · Gia Pergolini · Carlotta Gilli                      | -          |
| 19 h 0  |                       | Athlétisme Lancer de javelot F64      | Compétition hommes                            | Finale                      | Sumit · Dulan Kodithuwakku · Michal Burian                                          | -          |
| 19 h 4  |                       | Athlétisme Lancer de disque F53       | Compétition femmes                            | Finale                      | Elizabeth Rodrigues Gomes · Keiko Onidani · Zoia Ovsii                              | -          |
| 19 h 5  |                       | Tir à l'arc Arc à poulies par équipes | Compétition mixte (hommes et femmes ensemble) | Finale                      | Grande-Bretagne · Iran · Inde                                                       | -          |
| 19 h 8  |                       | Athlétisme 100 m T35                  | Compétition hommes                            | Finale                      | Ihor Tsvietov · Artem Kalashian · Dmitrii Safronov                                  | -          |
| 19 h 9  |                       | Natation 100 m brasse SB4             | Compétition hommes                            | Finale                      | Dmitrii Cherniaev · Antonios Tsapatakis · Manuel Mateo Bortuzzo                     | -          |
| 19 h 12 |                       | Athlétisme Saut en longueur T36       | Compétition hommes                            | Finale                      | Evgenii Torsunov · Aser Mateus Almeida Ramos · Oleksandr Lytvynenko                 | -          |
| 19 h 15 |                       | Athlétisme 100 m T11                  | Compétition femmes                            | Demi-finales                | -                                                                                   | -          |
| 19 h 15 |                       | Basket-ball Tournoi masculin          | Compétition hommes                            | Tour préliminaire Groupe A  | France 50 - 85 Grande-Bretagne                                                      | -          |
| 19 h 15 |                       | Tennis de table Simple MS8            | Compétition hommes                            | 8es de finale               | -                                                                                   | -          |
| 19 h 15 |                       | Tennis de table Simple MS5            | Compétition hommes                            | Quarts de finale            | -                                                                                   | -          |
| 19 h 16 |                       | Natation 100 m brasse SB4             | Compétition femmes                            | Finale                      | Giulia Ghiretti · Fanni Illés · Cheng Jiao                                          | -          |
| 19 h 29 |                       | Athlétisme 400 m T37                  | Compétition femmes                            | 1er tour                    | -                                                                                   | -          |
| 19 h 30 |                       | Goalball Tournoi masculin             | Compétition hommes                            | Quart de finale             | États-Unis 4 - 6 Japon                                                              | -          |
| 19 h 30 |                       | Rugby Tournoi open                    | Compétition mixte (hommes et femmes ensemble) | Finale                      | Japon 48 - 41 États-Unis                                                            | -          |
| 19 h 40 |                       | Athlétisme 100 m T63                  | Compétition hommes                            | Finale                      | Ezra Frech · Daniel Wagner · Vinicius Goncalves Rodrigues                           | -          |
| 19 h 41 |                       | Natation 200 m nage libre S2          | Compétition hommes                            | Finale                      | Gabriel Geraldo dos Santos Araujo · Vladimir Danilenko · Alberto Caroly Abarza Diaz | -          |
| 19 h 50 |                       | Athlétisme 100 m T64                  | Compétition hommes                            | Finale                      | Shermn Isidro Guity Guity · Maxcel Amo Manu · Felix Streng                          | -          |
| 20 h 0  |                       | Boccia Individuel BC3                 | Compétition hommes                            | Finale                      | Jeong Howon · Daniel Michel                                                         | -          |
| 20 h 0  |                       | Tennis de table Simple WS1-2          | Compétition femmes                            | 8es de finale               | -                                                                                   | -          |
| 20 h 0  |                       | Volley-ball Tournoi masculin          | Compétition hommes                            | Tour préliminaire Poule A   | Bosnie-Herzégovine 3 - 0 France                                                     | -          |
| 20 h 9  |                       | Natation Relais 4 x 100 m 4 nages     | Compétition mixte (hommes et femmes ensemble) | Finale                      | Australie · Pays-Bas · Espagne                                                      | -          |
| 20 h 20 |                       | Athlétisme 400 m T20                  | Compétition femmes                            | 1er tour                    | -                                                                                   | -          |
| 20 h 20 |                       | Badminton Simple SH6                  | Compétition femmes                            | Finale                      | Li Fengmei · Lin Shuangbao · Nithya Sre Sumathy Sivan                               | -          |
| 20 h 30 |                       | Football à 5 Tournoi masculin         | Compétition hommes                            | Phase préliminaire Groupe A | France 0 - 3 Brésil                                                                 | -          |
| 20 h 35 |                       | Athlétisme Lancer de poids F11        | Compétition hommes                            | Finale                      | Amirhossein Alipour Darbeid · Mahdi Olad · Alvaro del Amo Cano                      | -          |
| 20 h 44 |                       | Athlétisme 400 m T12                  | Compétition femmes                            | 1er tour                    | -                                                                                   | -          |
| 21 h 10 |                       | Badminton Simple SH6                  | Compétition hommes                            | Finale                      | Charles Noakes · Krysten Coombs · Vitor Tavares                                     | -          |
| 21 h 15 |                       | Athlétisme 1 500 m T54                | Compétition hommes                            | 1er tour                    | -                                                                                   | -          |
| 21 h 30 |                       | Basket-ball Tournoi féminin           | Compétition femmes                            | Tour préliminaire Groupe B  | Allemagne 48 - 68 Pays-Bas                                                          | -          |

## Tableaux des médailles
| Rang  | Nation          | Or | Argent | Bronze | Total |
| ----- | --------------- | -- | ------ | ------ | ----- |
| 1     | Chine           | 10 | 3      | 3      | 16    |
| 2     | Grande-Bretagne | 6  | 3      | 2      | 11    |
| 3     | États-Unis      | 5  | 8      | 2      | 15    |
| 4     | France          | 5  | 1      | 2      | 8     |
| 5     | Brésil          | 4  | 4      | 3      | 11    |
| 6     | Italie          | 3  | 3      | 4      | 10    |
| 7     | Japon           | 3  | 1      | 1      | 5     |
| 8     | Inde            | 2  | 3      | 3      | 8     |
| 9     | Australie       | 2  | 3      | 1      | 6     |
| 10    | Ukraine         | 2  | 2      | 4      | 8     |
| 11    | Hong Kong       | 2  | 2      | 0      | 4     |
| 12    | Espagne         | 2  | 1      | 4      | 7     |
| 13    | Indonésie       | 1  | 4      | 3      | 8     |
| 14    | Corée du Sud    | 1  | 2      | 2      | 5     |
| 15    | Iran            | 1  | 2      | 0      | 3     |
| 16    | Pays-Bas        | 1  | 1      | 2      | 4     |
| 17    | Ouzbékistan     | 1  | 1      | 1      | 3     |
| 17    | Thaïlande       | 1  | 1      | 1      | 3     |
| 19    | Canada          | 1  | 0      | 2      | 3     |
| 20    | Azerbaïdjan     | 1  | 0      | 0      | 1     |
| 20    | Costa Rica      | 1  | 0      | 0      | 1     |
| 20    | Éthiopie        | 1  | 0      | 0      | 1     |
| 20    | Malaisie        | 1  | 0      | 0      | 1     |
| 20    | Mexique         | 1  | 0      | 0      | 1     |
| 25    | Allemagne       | 0  | 3      | 4      | 7     |
| 26    | Grèce           | 0  | 1      | 1      | 2     |
| 27    | Autriche        | 0  | 1      | 0      | 1     |
| 27    | Colombie        | 0  | 1      | 0      | 1     |
| 27    | Danemark        | 0  | 1      | 0      | 1     |
| 27    | Hongrie         | 0  | 1      | 0      | 1     |
| 27    | Singapour       | 0  | 1      | 0      | 1     |
| 27    | Sri Lanka       | 0  | 1      | 0      | 1     |
| 27    | Tchéquie        | 0  | 1      | 0      | 1     |
| 27    | Tunisie         | 0  | 1      | 0      | 1     |
| 35    | Argentine       | 0  | 0      | 2      | 2     |
| 35    | Norvège         | 0  | 0      | 2      | 2     |
| 37    | Afrique du Sud  | 0  | 0      | 1      | 1     |
| 37    | Chili           | 0  | 0      | 1      | 1     |
| 37    | Nigeria         | 0  | 0      | 1      | 1     |
| 37    | Suisse          | 0  | 0      | 1      | 1     |
| Total | Total           | 58 | 57     | 51     | 166   |

| Rang  | Nation          | Or  | Argent | Bronze | Total |
| ----- | --------------- | --- | ------ | ------ | ----- |
| 1     | Chine           | 43  | 30     | 14     | 87    |
| 2     | Grande-Bretagne | 29  | 15     | 10     | 54    |
| 3     | États-Unis      | 13  | 19     | 10     | 42    |
| 4     | Brésil          | 12  | 8      | 18     | 38    |
| 5     | France          | 11  | 10     | 13     | 34    |
| Total | Total           | 220 | 216    | 250    | 686   |